# L’Ivrogne River
Der L’Ivrogne River (dt.: „Säufer-Fluss“) ist ein Fluss am Westzipfel der Südküste der Karibikinsel St. Lucia.

## Geographie
Der Fluss entspringt in der Nähe der Grenze zwischen den Quartern Choiseul und Soufrière. Er verläuft im Gebiet der Pitons nach Südwesten und quert auch den Gros Piton Nature Trail. Er mündet in der Anse Ivrogne ins Karibische Meer.
In direkter Nachbarschaft liegt der Trou Marc River im Osten.